# Cónclave de 1623
El cónclave de 1623 convocó a los cardenales para elegir al sucesor del Papa Gregorio XV. Luego de 18 días de deliberaciones, eligió a Maffeo Barberini, quien asumió el cargo como Urbano VIII.

## La muerte de Gregorio XV
El Papa Gregorio XV murió el 8 de julio de 1623, a los 69 años de edad, luego de 2 años y 5 meses de pontificado. Durante ese tiempo, concretamente en noviembre de 1621, Gregorio XV emitió la bula Aeterni Patris, que estipulaba una nueva normativa sobre el cónclave. 
Los Papas, a partir de ese momento, serían elegidos por votación secreta y escrita. La elección por aclamación (como lo fue con Gregorio XV, y la mayoría de los papas en el siglo XVI) seguía siendo aceptada, pero luego ésta debía ser confirmada en votación escrita. La bula también prohibía la creación de listas de "apoyo" de los gobernantes seculares, como las formuladas por Felipe II de España en el segundo cónclave de 1590.

## Colegio Cardenalicio
Al cónclave asistieron 55 de los 67 cardenales que componían el Colegio cardenalicio en 1623. Sin embargo, uno de ellos debió abandonar el recinto conclavista debido a enfermedad.
De los presentes, se encontraban 2 españoles, 2 alemanes, y el resto era italiano; 9 de los electores habían sido nombrados por Gregorio XV, 32 por Paulo V, 9 por Clemente VIII, 3 por Sixto V, y uno por Gregorio XIII y otro por Gregorio XIV. De los ausentes, 11 cardenales, eran: 1 alemán, 4 franceses, 4 españoles, y 2 italianos; de ellos 3 habían sido nombrados por Clemente VIII, 6 por Paulo V, y 2 por Gregorio XV.
Dato aparte merece el Cardenal-Infante Fernando de Austria, que no participó en el cónclave debido a su corta edad (14 años).

## Elección de Urbano VIII

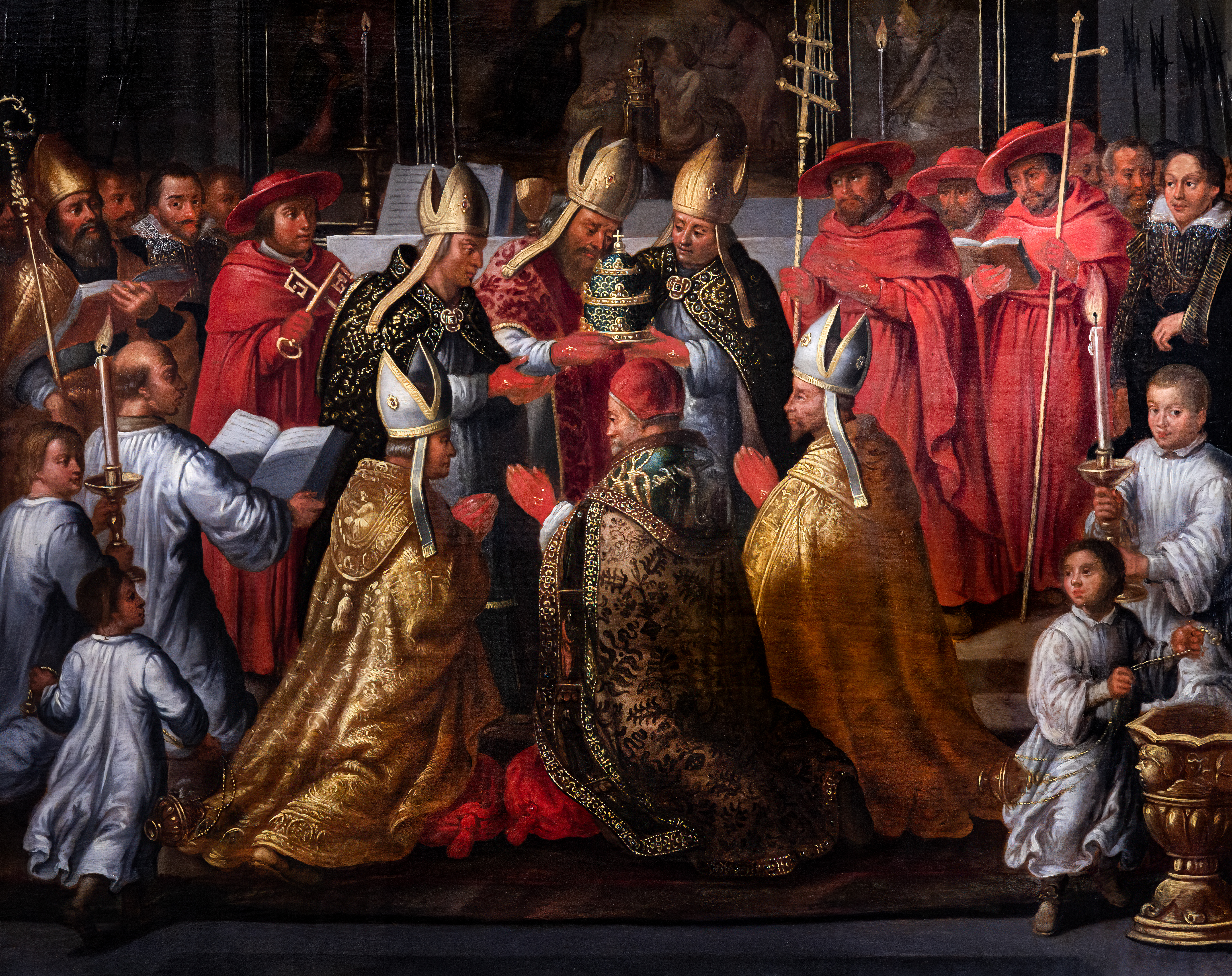
Coronación del Papa Urbano VIII en 1623

En la mañana del 6 de agosto, hubo dos votaciones. 
En la primera, el cardenal Barberini logró la mayoría requerida, pero se canceló la votación debido a razones de  procedimiento. En la siguiente, se repitió la votación, con 26 votos para Barberini en la primera ronda y 24 más por adhesiones, que en conjunto le dieron 50 votos a favor, de 54.
Sólo tres cardenales se opusieron a él hasta el final.  Electo tomó el nombre de Urbano VIII. Debido a que el nuevo Papa se encontraba enfermo, la ceremonia de coronación se celebró el 29 de septiembre.

## Sitios externos
- Cónclave de 1623
- La Triple Corona: Urbano VIII
- Historia Vaticana: Urbano VIII

- Datos: Q1516968